# Чентола (Фиренца)
Чентола је насеље у Италији у округу Фиренца, региону Тоскана.
Према процени из 2011. у насељу је живело 26 становника. Насеље се налази на надморској висини од 39 м.